# جمهوری خلق مغولستان
جمهوری خلق مغولستان (به انگلیسی: Mongolian People's Republic، به مغولی: Бүгд Найрамдах Монгол Ард Улс-БНМay) که مغولستان بیرونی (به انگلیسی: Outer Mongolia) نیز خوانده می‌شد، یک کشور سوسیالیستی بود که بین سال‌های ۱۹۲۴ و ۱۹۹۲ در محدودهٔ جغرافیایی امروزی کشور مغولستان در شرق آسیا وجود داشت. حکومت توسط حزب انقلابی خلق مغولستان اداره می‌شد و در سراسر تاریخ حیات خود پیوند نزدیکی با اتحاد جماهیر سوسیالیستی شوروی داشت. از لحاظ جغرافیایی با چین از جنوب و با اتحاد جماهیر شوروی (جمهوری فدرال سوسیالیستی روسیه) از شمال، مرز مشترک داشت و از شرق نیز از سال ۱۹۳۲ تا ۱۹۴۵ با مانچوکوئو، دولت دست نشانده امپراتوری ژاپن، هم‌مرز بود که مکرراً با آن مناقشات مرزی داشت.

## تاریخ

### از تأسیس کشور تا پایانجنگ جهانی دومو استقلال کامل
در پایان سدهٔ ۱۷ تمامی مغولستان بخشی از قلمرو دودمان چینگ در چین شد. پس از فروپاشی سلسله چینگ در سال ۱۹۱۱، مغولستان اعلام استقلال کرد ولی چند سال بعد تحت‌الحمایه چین گردید و ناچار شد برای دستیابی به استقلال واقعی خود تا سال ۱۹۲۱ با جمهوری چین مبارزه کند. سرانجام با مرگ آخرین پادشاه مغولستان در سال ۱۹۲۴ حزب خلق مغول به حزب انقلابی خلق مغولستان تغییر نام داد و کمونیست‌های دست نشانده اتحاد شوروی در این کشور قدرت را در دست گرفتند. بدین ترتیب در ۲۶ نوامبر همان سال، جمهوری خلق مغولستان تأسیس شد. رسمیت بین‌المللی استقلال مغولستان در سال ۱۹۴۵ و پس از جنگ جهانی دوم انجام شد. طی یک همه‌پرسی عمومی در اکتبر ۱۹۴۵ مغولستان به استقلال دست یافت و از لحاظ سیاسی به دو قسمت تقسیم شد: استان خودمختار مغولستان در جمهوری چین موسوم به «مغولستان داخلی» و دیگر جمهوری خلق مغولستان موسوم به «مغولستان بیرونی» که در ۱۹۴۶ به‌وسیله دولت چین به‌رسمیت شناخته شد. استالین بر استقلال مغولستان از جمهوری چین اصرار داشت. چیانگ کای شک در برابر این ایده مقاومت می‌کرد اما سرانجام تسلیم شد، مشروط بر این که اتحاد شوروی از حزب کمونیست چین پشتیبانی نکند؛ بنابراین معاهده ۱۹۴۵ بین چین و اتحاد شوروی، استقلال مغولستان را تضمین می‌کرد اما امیدهای خورلوگین چویبالسان را برای ضمیمه کردن مغولستان داخلی به خاک اصلی مغولستان را که تحت سلطه چین باقی مانده بود پایان داد. چویبالسان در ابتدا ابراز امیدواری کرد که استالین از چشم‌انداز خود در مورد مغولستان بزرگ پشتیبانی کند اما این‌گونه نبود.

### در دورانجنگ سرد
به کمک اتحاد شوروی، دولت مغولستان با تمرکز بر مؤسسات عمرانی به توسعه کشور پرداخت. مغولستان در این زمان یکی از کشورهای منزوی جهان بود و تقریباً هیچ ارتباطی با هیچ کشوری غیر از اتحاد شوروی نداشت. پس از جنگ، روابط بین‌المللی گسترش یافت و مغولستان با کره شمالی و کشورهای جدید کمونیستی در اروپای شرقی روابط برقرار کرد. مغولستان و جمهوری خلق چین یکدیگر را در سال ۱۹۴۹ به رسمیت شناختند و چین همه ادعاهای مربوط به مغولستان را رد کرد. با این حال، مائو تسه دونگ شخصًا برای ادغام مغولستان به خاک چین امیدوار بود. وی این سؤال را قبل از رهبری استالین بر اتحاد شوروی مطرح کرد و در اوایل سال ۱۹۴۹ (در دیدار با آناستاس میکویان در شیبایپو) و پس از آن که این خواسته توسط استالین شدیداً رد شد، ۳ سال پس از مرگ استالین، یعنی در سال ۱۹۵۶ و در پی انتقادهای تند نیکیتا خروشچف از استالین، رهبران چین کوشیدند استقلال مغولستان را به عنوان یکی از اشتباهات استالین در جلسات خود با میکویان معرفی کنند. پاسخ اتحاد شوروی این بود که مغولها در تصمیم‌گیری در مورد سرنوشت خودشان آزادند. چویبالسان در سال ۱۹۵۲ در مسکو درگذشت و در آنجا تحت درمان سرطانش بود. یومجاجیین تسدنبال به عنوان جایگزین او منصوب شد. تسدنبال برخلاف چویبالسان، خواهان پیوستن مغولستان به اتحاد شوروی بود اما این ایده با مخالفت شدید اعضای حزب کمونیست مغولستان «حزب انقلابی خلق مغولستان» روبرو شد و کلًا کنار گذاشته شد. در دهه ۱۹۵۰ روابط بین مغولستان و چین به طرز چشمگیری بهبود یافت. چین به همراه اتحاد شوروی با کمک به ایجاد صنایع بسیاری در اولانباتار و همچنین بلوک‌های آپارتمانی، کمک‌های اقتصادی بسیاری به مغولستان کرد. هزاران کارگر چینی درگیر این پروژه‌ها شدند تا اینکه چین پس از سال ۱۹۶۲ آنها را به قصد فشار به مغولستان برای قطع رابطه با مسکو در تنش بین چین و اتحاد شوروی، از مغولستان فراخواند. پس از آغاز شکاف بین چین و اتحاد شوروی مغولستان از چینی‌ها خالی شد. مغولستان خیلی زود طرف اتحاد شوروی را گرفت و یکی از اولین کشورهای سوسیالیستی بود که با اتحاد شوروی در نزاع با چین همسو شد. استقرار نیروهای اتحاد شوروی در مرز چین و مغولستان از اوایل سال ۱۹۶۳ آغاز شد. در ژانویه سال ۱۹۶۶، با سفر لئونید برژنف به مغولستان، دو کشور پیمان مساعدت امضا کردند و راه را برای حضور نظامی شوروی در مغولستان هموارتر کردند. در فوریه ۱۹۶۷، پس از بدتر شدن تنش بین چین و اتحاد شوروی، مسکو رسماً مستقر کردن لشکر ۳۹ اتحاد شوروی در مغولستان را تصویب کرد. با تشویق اتحاد شوروی، مغولستان مشارکت خود را در کنفرانس‌های حامی کمونیسم و سازمان‌های بین‌المللی افزایش داد. در سال ۱۹۵۵، مغولستان تلاش کرد به سازمان ملل متحد بپیوندد اما نشد. سرانجام مغولستان در سال ۱۹۶۱ رسمًا به عضویت سازمان ملل متحد درآمد. پس از آنکه اتحاد شوروی تهدید کرد که حق ورود به همه کشورهای تازه تجزیه شده ویا استقلال یافته آفریقا را وتو خواهد کرد روابط دیپلماتیک با آمریکا تا نزدیکی پایان جنگ سرد برقرار نبود. مغولستان به دلیل وجود سلاحهای اتمی اتحاد شوروی به عنوان نقطه اختلاف میان اتحاد شوروی و چین تبدیل شد. به دنبال یک سری از پاکسازی‌های حزبی، تسندبال در اوت ۱۹۸۴ به بهانه «پیری و ناتوانی ذهنی» از ریاست جمهوری برکنار شد. برکناری تسندبال با پشتیبانی کامل اتحاد شوروی انجام شد. تسندبال به مسکو مهاجرت کرد و تا زمان مرگش در اثر سرطان در سال ۱۹۹۱ در آنجا بود. ژامبین باتمونخ جایگزین تسندبال شد و با اشتیاق از اصلاحات انجام شده در اتحاد شوروی در سال ۱۹۸۶ توسط میخائیل گورباچف حمایت کرد.

### انقلاب ۱۹۹۰ و فروپاشی
در اتحاد شوروی، میخاییل گورباچف سیاست‌های پرستروئیکا و گلشنوست را درپیش گرفت. اصلاحات گورباچف در اتحاد شوروی باعث انجام اصلاحات مشابهی در مغولستان شد. پس از تظاهرات گسترده در زمستان ۱۹۹۰ که به انقلاب ۱۹۹۰ معروف شد، حزب انقلابی خلق مغولستان شروع به کم کردن کنترل‌های خود از سیستم سیاسی کرد. دبیرکل حزب انقلابی خلق مغولستان در ماه مارس استعفا داد و با روی کار آمدن پونسالماگین اوچیربات در ماه مه قانون اساسی اصلاح شد. با حذف نظام تک‌حزبی، قانونی کردن احزاب مخالف، ایجاد یک قوه مقننه ثابت و ایجاد مجدد دفتر رئیس‌جمهور. در ۲۹ ژوئیه ۱۹۹۰، اولین انتخابات در مغولستان برگزار شد.نتایج انتخابات اکثریت آرا را «۸۵٪» برای حزب انقلابی خلق مغولستان بازگرداند و این حزب بر مغولستان حاکم ماند. اتحاد شوروی نیروهای خود را که در مغولستان مستقر بودند بیرون کشید. با فروپاشی اتحاد جماهیر شوروی و بلوک شرق در سال ۱۹۹۲، تمامی کمکهای این کشور به مغولستان و دیگر کشورها قطع شد؛ بنابراین حتی مغولستان از چین هم نمی‌توانست کمک بگیرد. خیلی زود حکومت کمونیستی مغولستان ضعیف شد و مجبور به اصلاحات بیشتر. چرا که این کشور نیز مانند شوروی به یک نظام سرمایه‌داری دولتی بدل شده بود و با مشکلات بسیاری روبرو. مغولستان پس از اصلاحات، دیگر عملًا یک کشور کمونیستی یا سوسیالیستی نبود. سرانجام جمهوری خلق مغولستان در سال ۱۹۹۶ رسمًا فروپاشید و حزب انقلابی خلق مغولستان منحل شد.

### پس از فروپاشی
پس از انحلال جمهوری خلق مغولستان و تأسیس جمهوری مغولستان، سیاست خارجی و دفاعی مغولستان عمیقاً تغییر یافت: «حفظ روابط دوستانه با فدراسیون روسیه و جمهوری خلق چین در اولویت فعالیت‌های سیاست خارجی مغولستان است». مغولستان یک رابطه متعادل با هر دوی آنها دارد و باعث تقویت همکاری همه‌جانبه در همسایگی خواهد شد.

## سیاست
از تأسیس جمهوری خلق مغولستان در سال ۱۹۴۵ تا فروپاشی رسمی آن در سال ۱۹۹۶، تنها حزب سیاسی مجاز و قانونی در مغولستان، حزب انقلابی خلق مغولستان بود. ساختار سیاسی جمهوری خلق مغولستان تقریبًا همانند اتحاد شوروی بود. با این تفاوت که اتحاد شوروی به صورت شورایی اداره می‌شد اما مغولستان همانند دیگر کشورهای سوسیالیستی بود؛ یعنی بیشتر به صورت ریاستی اداره می‌شد تا شورایی.

## اقتصاد و جامعه
در آستانه انقلاب ۱۹۲۱، اقتصاد مغولستان توسعه نیافته و راکد و مبتنی بر کشاورزی بود. صنعت تقریباً وجود نداشت. حمل و نقل و ارتباطات ابتدایی بود؛ بانکداری، خدمات و تجارت تقریباً در اختیار چینی‌ها یا سایر خارجی‌ها بود. اکثر مردم گله دار و بی سواد بودند و بخش بزرگی از نیروی کار مرد در صومعه‌ها زندگی می‌کردند و کمترین مشکلی در اقتصاد داشتند. املاک به شکل دام در درجه اول متعلق به اشراف و صومعه‌ها بود. مالکیت بخش‌های باقیمانده اقتصاد تحت تسلط چینی‌ها یا سایر خارجی‌ها بود؛ بنابراین حاکمان جدید مغولستان به کمک اتحاد شوروی و با ساختن یک اقتصاد مدرن سوسیالیستی به توسعه کشور پرداختند. توسعه اقتصادی مغولستان تحت رژیم کمونیستی می‌تواند به سه دوره تقسیم شود: ۱۹۳۹–۱۹۲۱. ۱۹۴۰–۱۹۶۰؛ و ۱۹۶۱ تا ۱۹۹۶. در دوره اول، که جمهوری خلق آن را مرحله «دگرگونی عمومی و دموکراتیک» نامید، اقتصاد در درجه اول کشاورزی و توسعه نیافته بود. پس از اقدامی برای جمع‌آوری دامداران، دامها فقط در دست روستائیان باقی ماند. دولت شروع به توسعه صنعت بر اساس فرآوری محصولات دامپروری و برداشت محصول در مزارع دولتی و صد البته اشتراکی کرد. حمل و نقل، ارتباطات، تجارت داخلی و خارجی و بانکداری و دارایی با کمک اتحاد شوروی ملی شدند. آنها تحت کنترل دولت و سازمان‌های تعاونی مغولی یا شرکت‌های سهامی مغولی و اتحاد شوروی قرار گرفتند. اولانباتار به مرکز صنعتی کشور تبدیل شد. در دوره دوم با نام «ساختن مبانی سوسیالیسم»، کشاورزی رسمًا اشتراکی شد و صنعت با معادن، فرآوری چوب و تولید کالاهای مصرفی متنوع شد. برنامه‌ریزی مرکزی اقتصاد در سال ۱۹۳۱ با یک برنامه ۵ ساله سقط جنین و با برنامه‌های سالانه در سال ۱۹۴۱ آغاز شد. برنامه‌های پنج ساله با برنامه پنج ساله اول (از سال ۱۹۷۵–۵۲) دوباره آغاز شد. کمکهای اتحاد شوروی و پس از سال ۱۹۴۹ چین افزایش یافت و امکان ساخت راه‌آهن سراسری مغولستان، راه‌آهن اولانباتار و پروژه‌های مختلف صنعتی فراهم شد. اگرچه توسعه صنعتی هنوز در اولانباتار متمرکز بود، تمرکززدایی اقتصادی با تکمیل راه‌آهن اولانباتار و تأسیس کارخانجات فرآوری مواد غذایی در مراکز مخصوص آغاز شد. در مرحله سوم که دولت آن را «تکمیل ساخت و ساز از مادی و فنی پایه ای» نامید، سوسیالیسم، شاهد صنعتی شدن بیشتر و رشد کشاورزی بود که بیشتر به عضویت مغولستان به شورای همکاری اقتصادی متقابل در سال ۱۹۶۲ انجامید. پس از تنش بین چین و اتحاد شوروی، کمکهای چین متوقف شد اما همچنان کمکهای مالی و فنی اتحاد شوروی و اروپای شرقی مغولستان را قادر به مدرن سازی و تنوع بخشیدن به صنعت، به ویژه در معدن سازی کرد. مراکز صنعتی جدیدی در باگانور، چویبالسان، دارخان و اردنت ساخته شدند و تولید صنعتی به میزان قابل توجهی افزایش یافت. اگرچه دامپروری راکد بود، با توسعه اراضی بکر توسط مزارع دولتی تولید محصولات زراعی به‌طور چشمگیری افزایش یافت. تجارت خارجی با ملل بلوک شرق رشد چشمگیری داشت. سیستم‌های حمل و نقل و ارتباطات بهبود یافت، ارتباط جمعیت و مراکز صنعتی گسترش یافت و به مناطق دور افتاده روستایی گسترش یافت. در اواخر دهه ۱۹۸۰، مغولستان به یک اقتصاد کشاورزی-صنعتی تبدیل شده بود، اما ناکارآمدی یک اقتصاد برنامه‌ریزی شده و مدیریت شده توسط مرکز و نمونه ای از perestroika در اتحاد جماهیر شوروی، رهبران مغول را وادار به انجام برنامه اصلاحاتی برای توسعه بیشتر اقتصاد کرد که همین اصلاحات باعث سقوط حکومت کمونیستی مغولستان شدند.

## نیروی نظامی
ارتش خلق مغولستان (به مغولی: Монголын Ардын Арми یا Монгол Ардын Хувьсгалт Цэрэг) در ۱۸ مارس ۱۹۲۱ به عنوان ارتش ثانویه تحت فرماندهی اتحاد شوروی در دهه ۱۹۲۰ و در طول جنگ جهانی دوم تأسیس شد. در جریان حادثه پی-تان شان، سواره نظام نخبه Qinghai چینی توسط دولت چین اعزام شد تا مغول‌ها و روس‌ها را در سال ۱۹۴۷ از بین ببرد. هدف ارتش خلق مغولستان دفاع ملی، محافظت از تأسیسات کمونیستی محلی و همکاری با نیروهای شوروی در اقدامات نظامی آینده علیه دشمنان بیرونی، تا زمان انقلاب ۱۹۹۰ در مغولستان بود. ارتش خلق مغولستان در اوایل سال ۶۰٪ بودجه دولت را دریافت کرد و از ۲۵۶۰ نفر در سال ۱۹۲۳ به ۴۰۰۰ نفر در ۱۹۲۴ و به ۷۰۰۰ نفر در سال ۱۹۲۷ گسترش یافت. نیروهای مسلح بومی همچنان با گروه‌های اطلاعاتی نیروهای مسلح شوروی و ان‌کی‌وی‌دی (NKVD) در ارتباط بودند. پلیس مخفی مغولستان و مأمورین بوریات مغول کمینترن به عنوان مدیر عمل می‌کردند و قدرت واقعی در این کشور را نشان می‌دادند، هرچند تحت فرماندهی اتحاد شوروی بودند.

## یادداشت
1. ↑  (۱۹۲۴—۱۹۴۶)
2. ↑  (۱۹۴۶—۱۹۹۲)